# Heurelho Gomes
Heurelho da Silva Gomes (* 15. Februar 1981 in João Pinheiro) ist ein ehemaliger brasilianischer Fußballtorhüter.

## Karriere

### Verein
Er begann im Nachbarort Sete Lagoas beim dortigen EC Democrata mit dem Fußball spielen. Dann ging er zu Clube de Regatas Brasil und weiter zu Guarani FC. Danach wechselte er in die Jugendabteilung vom Cruzeiro EC. Dort wurde er vom niederländischen Scout Piet de Visser entdeckt und zur PSV Eindhoven vermittelt, bei der er 2004 einen Vertrag unterzeichnete. Am 11. August 2004 gab er gegen Roter Stern Belgrad sein Debüt für die PSV. Nach anfänglicher Kritik entwickelte sich Gomes zum sicheren Rückhalt. In seinem ersten Jahr erreichte die PSV das Halbfinale der UEFA Champions League. Als Stammtorhüter wurde er mit dem Club zwischen 2005 und 2008 viermal in Folge niederländischer Meister. 
Durch gute Leistungen entwickelte er sich zum Publikumsliebling in Eindhoven. In der Saison 2004/05 erhielt Gomes 971 Minuten lang keinen Gegentreffer. Noch im gleichen Jahr schaffte er es weitere 817 Minuten in Folge, kein Tor zuzulassen. 2006/07 brach er fast seinen eigenen Rekord, als er nochmals 956 Minuten am Stück ohne Gegentreffer blieb. Den Rekord von 1082 Minuten, den Heinz Stuy im Jahr 1971 aufgestellt hatte, konnte Gomes allerdings nicht brechen. Am Ende dieser Spielzeit entschied nur die Tordifferenz die Meisterschaft, bei der die PSV ein Tor mehr im Plus war als Ajax Amsterdam.
Im Winter der Saison 2007/08 kam es zu einigen Auseinandersetzungen zwischen dem Vorstand der PSV und Gomes, sodass man sich zum Saisonende trennte. Am 26. Juni 2008 unterzeichnete Gomes einen Vertrag bei Tottenham Hotspur. In einem Freundschaftsspiel am 19. Juli 2008 gegen CD Denia spielte er das erste Mal für Tottenham. Im August 2008 gewann er beim Feyenoord Jubiläumsturnier seinen ersten Pokal mit den Engländern. In Tottenham ging er als Nummer eins in die Saison 2008/09. Nachdem Gomes in den Vorbereitungsspielen sicher wirkte, hatte das Team einen schlechten Start in die neue Spielzeit. Doch in der Folgezeit entwickelte sich der Brasilianer zum gewünschten Rückhalt. Im Laufe der Spielzeit 2009/10 verletzte sich Gomes schwer und wurde zeitweise durch Carlo Cudicini ersetzt, den die Spurs-Verantwortlichen zu Saisonbeginn aus Chelsea geholt hatten. Nach seiner Genesung verdrängte er Cudicini wieder. Durch konstante gute Leistungen führte er sein Team zur Champions-League-Teilnahme 2010/11. Diese war für Tottenham die erste Qualifikation für diesen Wettbewerb seit der Einführung 1992. Am Vorgängerturnier, dem Europapokal der Landesmeister, hatte der Club zuletzt 1962 teilgenommen.
Nach einigen folgenschweren Patzern verlor Gomes jedoch seinen Stammplatz und war zeitweise nur dritter Torhüter. Deshalb wechselte Gomes am 31. Januar 2013  bis Saisonende auf Leihbasis zur TSG 1899 Hoffenheim, bei der er den formschwachen und zwischenzeitlich suspendierten Tim Wiese ersetzte. Gomes stand bis einschließlich des 28. Spieltags im Tor der sich im Abstiegskampf befindenden Hoffenheimer. Anfang April zog er sich im Spiel gegen Fortuna Düsseldorf einen Bruch des linken Mittelhandknochens zu, musste operiert werden und fiel für den Rest der Saison aus.
Zur Saison 2013/14 kehrte Gomes als Ersatztorhüter zu den Spurs zurück. In seiner letzten Saison im Verein kam er aber auf keinen Einsatz mehr.
Zur Saison 2014/15 unterschrieb Gomes einen Einjahresvertrag beim Zweitligisten FC Watford. Im Juli 2017 wurde bekannt, dass Gomes seinen Vertrag bei Watford bis 2019 verlängerte.
Im Oktober 2020 beendete er seine Laufbahn als Spieler.

### Nationalmannschaft
Beim CONCACAF Gold Cup 2003, einem Turnier, zu dem Brasilien eine U-23-Auswahl schickte, gab Gomes sein Debüt in der brasilianischen Fußballnationalmannschaft. Im Eröffnungsspiel am 13. Juli 2003 gegen Mexiko lief er erstmals auf. Im Laufe des Turniers absolvierte Gomes fünf Spiele und erreichte das Finale des Wettbewerbs. Dort verlor man mit 0:1 gegen die mexikanische Auswahl. Im Jahr darauf war er die Nummer eins des U-23-Teams, das sich für die Olympischen Sommerspiele qualifizieren sollte, allerdings scheiterte. 2005 wurde er in den Kader für den Konföderationen-Pokal berufen, war hinter Dida und Marcos aber nur Nummer drei. 
Für die Fußball-Weltmeisterschaft 2006 im Jahr darauf wurde er von Nationaltrainer Carlos Alberto Parreira nicht mehr berücksichtigt. Dieser bevorzugte weiter Dida sowie Rogério Ceni und Júlio César. Nach dessen Ablösung durch Dunga kam Gomes wieder zu Einsätzen im Nationalteam. 2007 stand der Torhüter im Kader für die Copa America, die das brasilianische Team gewann. Er war allerdings hinter Doni erneut nur Zuschauer. In den folgenden drei Jahren wurde er regelmäßig in den Kader der Seleção berufen, ohne zu spielen. Im Mai 2010 berief ihn Trainer Dunga ins Aufgebot zur WM in Südafrika, ohne jedoch Chancen auf den Stammplatz zwischen den Pfosten zu erhalten. Das Team schied im Viertelfinale gegen die Niederlande aus, ohne dass Gomes zum Einsatz gekommen war.

## Erfolge
Nationalmannschaft
- Konföderationen-Pokal: 2005, 2009
- Copa America: 2007

Cruzeiro
- Campeonato Brasileiro de Futebol: 2003
- Copa do Brasil: 2003
- Staatsmeisterschaft von Minas Gerais: 2002, 2003

PSV Eindhoven
- Niederländischer Meister: 2005, 2006, 2007, 2008
- KNVB-Pokal: 2005

Tottenham Hotspur
- Feyenoord Jubiläums: 2008
- Premier League Asia Trophy: 2009

Auszeichnungen
- Bester Torhüter der Premier League: 2009